# Fronteres de Catalunya
Les fronteres del Principat de Catalunya són les següents:

## Frontera amb Andorra
La frontera entre Catalunya i Andorra és la frontera que separa el Principat d'Andorra amb Catalunya a través de la N-145 a la comarca de l'Alt Urgell. És l'única frontera catalana amb duana. Consta de dues duanes, la primera, a càrrec de la Guàrdia Civil i la segona a càrrec del Cos de Policia Andorrà.

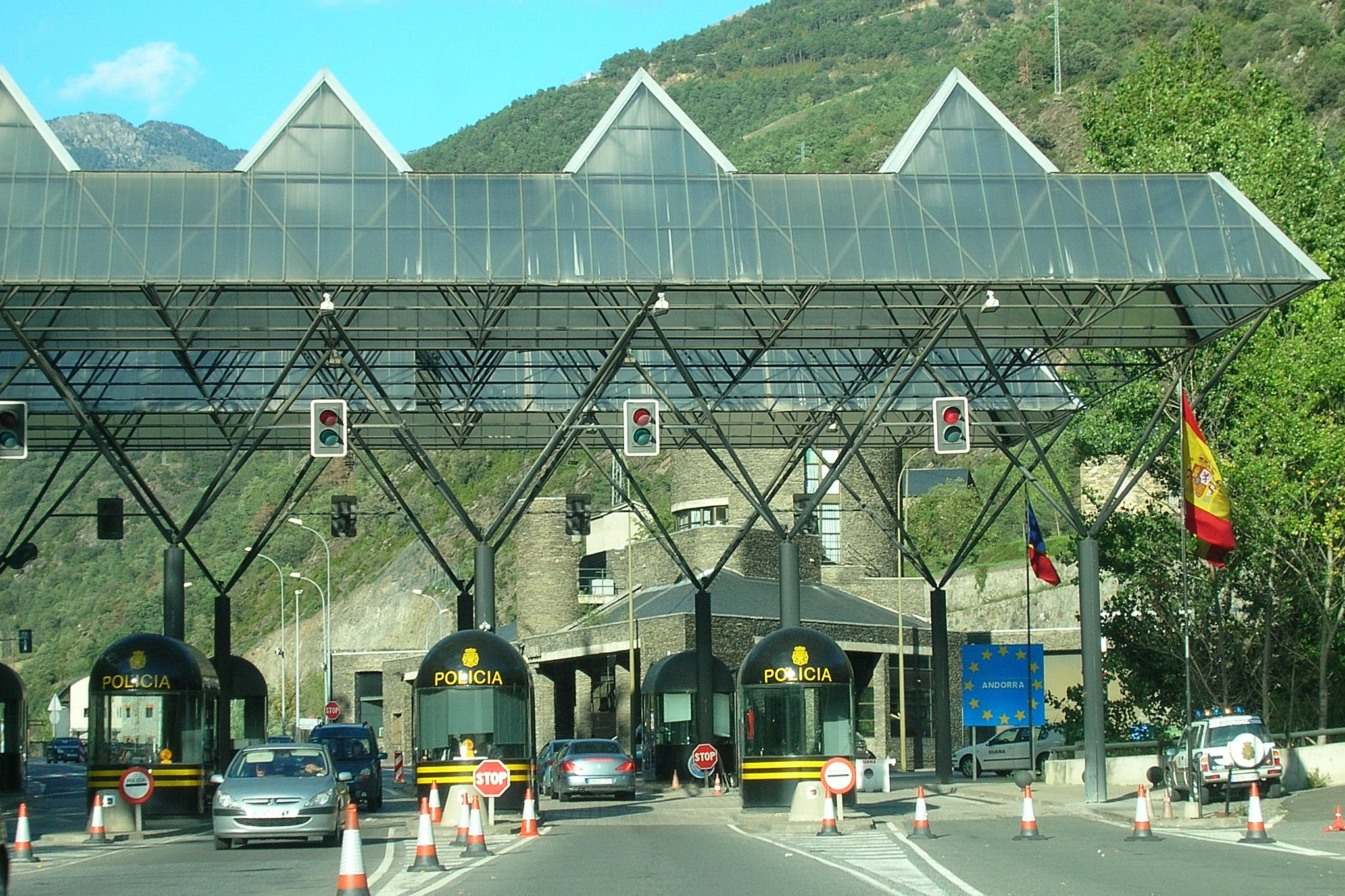
Frontera Catalunya - Andorra

## Frontera amb França

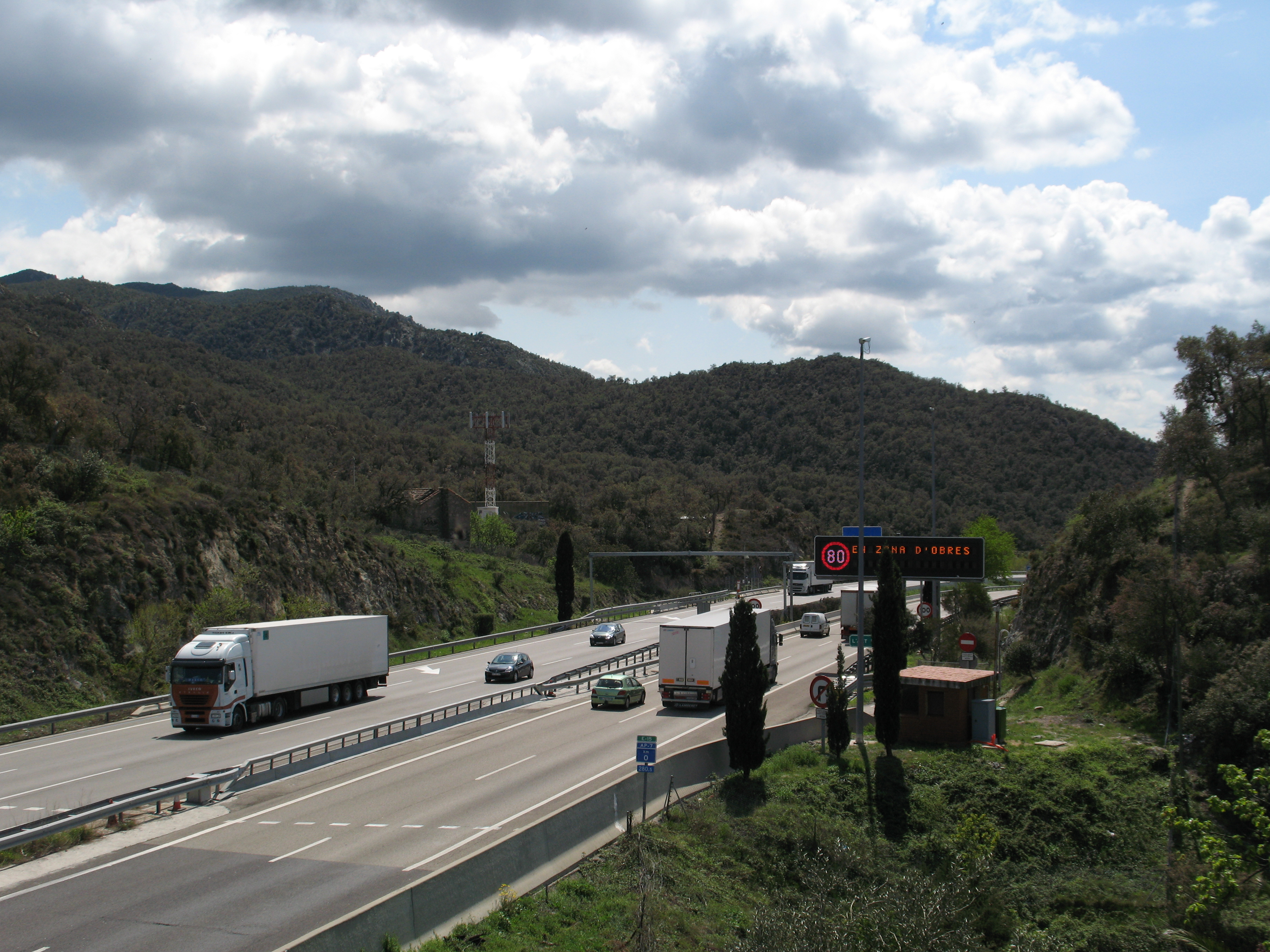
Frontera amb França (AP-7)

Els Pirineus Catalans són la frontera natural entre Catalunya i França. Aquesta frontera resta dividida en dues parts separades pel Principat d'Andorra. La primera part transcorre la Vall d'Aran i el Pallars Sobirà i la segona part per la Cerdanya, Ripollès i Alt Empordà.

### Catalunya Nord
La frontera amb la Catalunya Nord s'estableix arran de la separació d'aquesta part de Catalunya, a profit de França, en virtut del Tractat dels Pirineus (el 7 de novembre del 1659).

## Frontera amb l'Aragó
Les comarques catalanes que separen el Principat de Catalunya amb Aragó són: la Vall d'Aran, Alta Ribagorça, Pallars Jussà, Noguera, Segrià, Ribera d'Ebre, Terra Alta, Baix Ebre i Montsià.

### Frontera amb el País Valencià
La comarca catalana que separa el Principat de Catalunya amb el País Valencià es: El Montsià.

## Per vegueries

### Vegueria del Pirineu
| Nom                                                                                       | Carretera d'enllaç                                                      | Països  |
| ----------------------------------------------------------------------------------------- | ----------------------------------------------------------------------- | ------- |
| Bossòst-Sent-Memet i Banhèras-de-Luishon                                                  | N-141 D618                                                              | CAT-FRA |
| Fos-Bausen (Pont de Rei)                                                                  | N-230 N125                                                              | CAT-FRA |
| Tor (Alins) - Pal (La Massana) (Port de Cabús)                                            | Carretera de Tor (via local) - CG-4 (Andorra)                           | CAT-AND |
| Os de Civís (Valls de Valira) - Bixessarri (Sant Julià)                                   | Carretera de St. Julià (via local) - CG-6 (Andorra)                     | CAT-AND |
| Civís (Valls de Valira) - Fontaneda (Sant Julià) (Coll de la Gallina)                     | Carretera de Civís (via local) - CS-144 (Andorra)                       | CAT-AND |
| Arduix (Valls de Valira) - Sant Esteve de Mas d'Alins (Sant Julià) (pas d'Arduix)         | Via local - CS-142 (Andorra)                                            | CAT-AND |
| La Seu d'Urgell - Sant Julià de Lòria (duana de La Farga de Moles)                        | N-145 CG-1                                                              | CAT-AND |
| Camí de La Vinyola (Puigcerdà) - Enveig                                                   | Via local (Puigcerdà) - D-34 (França)                                   | CAT-FRA |
| Puigcerdà - Enveig                                                                        | Línia d'Alta Velocitat Perpinyà-Figueres                                | CAT-FRA |
| Puigcerdà - Camping L'Aiglon, despoblats de Les Arses i Pla del Mas (Ur) (pont de Llívia) | N-152 - D68                                                             | CAT-FRA |
| Llivia - Despoblats de La Joncassa i La Prada de Càldegues (Ur)                           | N-152 - D68                                                             | CAT-FRA |
| Llivia - Estavar (pont romà d'Estauja)                                                    | Via local (Llívia)                                                      | CAT-FRA |
| Puigcerdà - Llívia                                                                        | Avinguda dels Països Catalans (Puigcerdà), Carretera de Llívia (França) | CAT-FRA |
| Gorguja (Llívia) - Ro (Sallagosa)                                                         | N-154 D33C                                                              | CAT-FRA |
| Puigcerdà - La Guingueta d'Ix                                                             | N-152 N20 E-9                                                           | CAT-FRA |
| Age - Palau de Cerdanya (Oceja)                                                           | GIV-4037 D70a                                                           | CAT-FRA |
| Molló - Prats de Molló (Coll d'Ares (Pirineu) coll d'Ares)                                | C-38 D115                                                               | CAT-FRA |

### Vegueria de Girona
| Nom                                                     | Carretera                                | Països  |
| ------------------------------------------------------- | ---------------------------------------- | ------- |
| Tapis (Maçanet de Cabrenys) - Costoja (pas de Riumajor) | GI-505 D3                                | CAT-FRA |
| La Vajol - Morellàs i les Illes (coll de Manrella)      | GI-505 D13                               | CAT-FRA |
| La Jonquera (Els Límits) - El Pertús                    | Línia d'Alta Velocitat Perpinyà-Figueres | CAT-FRA |
| La Jonquera (Els Límits) - El Pertús                    | N-II N9                                  | CAT-FRA |
| La Jonquera (Els Límits) - El Pertús                    | AP-7 A9 E-9                              | CAT-FRA |
| Espolla - Banyuls (coll de Banyuls)                     | Via local (Espolla)                      | CAT-FRA |
| Portbou - Cervera de la Marenda (coll dels Belitres)    | N-260 N114                               | CAT-FRA |
| Portbou - Cervera de la Marenda                         | Ferrocarril convencional                 | CAT-FRA |

## Altres llocs fronterers
A més a més de la llista anterior, també són llocs fronterers catalans tots els ports i aeroports.